# وادي حميد (الحيمة الداخلية)

تعديل مصدري - تعديل

وادي حميد هي إحدى قرى عزلة بني الحذيفي بمديرية الحيمة الداخلية التابعة لمحافظة صنعاء، بلغ تعداد سكانها 576 نسمة حسب تعداد اليمن لعام 2004.